# Mërgim Vojvoda
Mërgim Vojvoda (Hof, Németország, 1995. február 1. –) válogatott koszovói labdarúgó, hátvéd.

## Pályafutása

### Klubcsapatban
2013 és 2016 között a Standard de Liège második csapatának a kerettagja volt. 2014–15-ben a Sint-Truidense, 2015–16-ban a német Carl Zeiss Jena csapatában szerepelt kölcsönben. 2016 és 2019 között a Mouscron, 2019–20-ban újra a Standard de Liège labdarúgója volt. 2020 óta az olasz Torino FC játékosa.

### A válogatottban
2014 és 2016 között az albán U21-es válogatott tagja volt. 7 mérkőzésen egy gólt szerzett. 2016 szeptemberében elhatározta, hogy elhagyja az albán válogatottat és a koszovói válogatottban szerepelne a továbbiakban.
2017. június 17-én mutatkozott be a koszovói csapatban Törökország ellen egy világbajnoki selejtező-mérkőzésen, ahol a török csapat 4–1-re győzött. Azóta 45 alkalommal szerepelt a válogatottban és két gólt szerzett.

## Sikerei, díjai
Sint-Truidense
- Belga bajnokság – másodosztály
  - bajnok: 2014–15